# Pedro de Padilla
Pedro de Padilla (Talavera de la Reina, ... – Granada, 1599) è stato un generale e poeta spagnolo.

## Biografia
La carriera militare e politica di don Pedro de Padilla iniziò negli anni 1563 - 1564, quando, operando nel Nord Africa in Marocco ed Algeria, partecipò sotto il comando di Sancho de Leyva ai combattimenti di Orano,, e di Peñón de Vélez de la Gomera sotto il comando di García Álvarez de Toledo y Osorio;,, mentre negli anni 1569 - 1571 si trovò sotto il comando di Giovanni d'Austria nella guerra contro i moriscos a Granada.,,
Nel 1571, combatté contro i turchi nella Battaglia di Lepanto ,  e nel successivo combattimento di Navarino.
Pedro de Padilla venne nominato Governatore delle città di Orano e Mers-el-Kébir, carico che lasciò nel 1580 per partecipare nella crisi di successione portoghese (sua madre aveva ascendenze di parentela con i reali del Portogallo) e si distinse, in particolare nella conquista dell'isola di Terceira,, e fu uno tra i principali militari che aiutarono il Re Filippo II di Spagna a far valere i propri diritti sulla corona del Portogallo annettendo il regno portoghese e proclamandosi re Filippo I del Portogallo.
Conclusa la guerra In Portogallo, riprese il suo posto come Governatore di Orano, che lasciò nel 1589 per assumere la carica di Castellano del Castello Sforzesco di Milano, in un contesto di ostilità con la Francia. Nel 1595 assunse ad interim la carica di Governatore del Ducato di Milano durante l'assenza di Juan Fernández de Velasco, che portò un esercito in Francia in soccorso della Lega cattolica francese nel contesto dell'ottava guerra di religione francese e, per eccesso di prudenza, fu sconfitto dal Re Enrico IV di Francia nella battaglia di Fontaine-Française.
Pedro de Padilla, nominato membro dell'Ordine di Santiago dal 1597, divenne capitano di fanteria nelle Fiandre e  Maestro di campo a Napoli.
Come poeta ebbe una discreta popolarità. Infatti, il suo Tesoro de varias poesías fa parte della biblioteca del personaggio Don Chisciotte di Miguel Cervantes.

## Albero genealogico
|                            |                               |                                                       | Genitori                                                |  |  | Nonni |  |  | Bisnonni          |  |  | Trisnonni         |  |
|                            |                               |                                                       |                                                         |  |  |       |  |  | Francisco Meneses |  |  | Francisco Meneses |  |
|                            |                               |                                                       |                                                         |  |  |       |  |  | Francisco Meneses |  |  | Francisco Meneses |  |
|                            |                               | Marta Orellana                                        |                                                         |  |  |       |  |  | Francisco Meneses |  |  |                   |  |
| Hernán Alvarez Meneses     |                               |                                                       |                                                         |  |  |       |  |  | Francisco Meneses |  |  |                   |  |
|                            |                               | Elvira Suarez de Toledo                               | Pedro Suarez de Toledo                                  |  |  |       |  |  |                   |  |  |                   |  |
|                            |                               | Elvira Suarez de Toledo                               | Pedro Suarez de Toledo                                  |  |  |       |  |  |                   |  |  |                   |  |
|                            |                               | Elvira Suarez de Toledo                               | Juana Gonzalez                                          |  |  |       |  |  |                   |  |  |                   |  |
| Francisco Meneses          |                               | Elvira Suarez de Toledo                               |                                                         |  |  |       |  |  |                   |  |  |                   |  |
|                            |                               | Juan Lopez de Ayala, IV signore di Cebolla e Villalba | Diego Lopez de Ayala, III signore di Cebolla e Villalba |  |  |       |  |  |                   |  |  |                   |  |
|                            |                               | Juan Lopez de Ayala, IV signore di Cebolla e Villalba | Diego Lopez de Ayala, III signore di Cebolla e Villalba |  |  |       |  |  |                   |  |  |                   |  |
|                            |                               | Juan Lopez de Ayala, IV signore di Cebolla e Villalba | Guiomar Barroso y Fuensalida                            |  |  |       |  |  |                   |  |  |                   |  |
| Mencía Lopez de Ayala      |                               | Juan Lopez de Ayala, IV signore di Cebolla e Villalba |                                                         |  |  |       |  |  |                   |  |  |                   |  |
|                            |                               | Inés Guzman y Dávalos                                 | Rodrigo de Guzmán                                       |  |  |       |  |  |                   |  |  |                   |  |
|                            |                               | Inés Guzman y Dávalos                                 | Rodrigo de Guzmán                                       |  |  |       |  |  |                   |  |  |                   |  |
|                            |                               | Inés Guzman y Dávalos                                 | Maria Perez Dávalos                                     |  |  |       |  |  |                   |  |  |                   |  |
| Pedro de Padilla           |                               | Inés Guzman y Dávalos                                 |                                                         |  |  |       |  |  |                   |  |  |                   |  |
|                            | Íñigo Guevara, conte di Oñate | Pedro Guevara                                         |                                                         |  |  |       |  |  |                   |  |  |                   |  |
|                            | Íñigo Guevara, conte di Oñate | Pedro Guevara                                         |                                                         |  |  |       |  |  |                   |  |  |                   |  |
|                            | Íñigo Guevara, conte di Oñate | Constanza Ayala                                       |                                                         |  |  |       |  |  |                   |  |  |                   |  |
| Carlos Guevara de Guzman   | Íñigo Guevara, conte di Oñate |                                                       |                                                         |  |  |       |  |  |                   |  |  |                   |  |
|                            |                               | Beatriz Guzmán                                        | Alonso Guzmán, signore di Orgaz                         |  |  |       |  |  |                   |  |  |                   |  |
|                            |                               | Beatriz Guzmán                                        | Alonso Guzmán, signore di Orgaz                         |  |  |       |  |  |                   |  |  |                   |  |
|                            |                               | Beatriz Guzmán                                        | Sancha Ponce de León                                    |  |  |       |  |  |                   |  |  |                   |  |
| Maria Padilla y Guevara    |                               | Beatriz Guzmán                                        |                                                         |  |  |       |  |  |                   |  |  |                   |  |
|                            |                               | Sancho Padilla                                        | …                                                       |  |  |       |  |  |                   |  |  |                   |  |
|                            |                               | Sancho Padilla                                        | …                                                       |  |  |       |  |  |                   |  |  |                   |  |
|                            |                               | Sancho Padilla                                        | …                                                       |  |  |       |  |  |                   |  |  |                   |  |
| Marina Padilla y Sarmiento |                               | Sancho Padilla                                        |                                                         |  |  |       |  |  |                   |  |  |                   |  |
|                            |                               | Marina de Sandoval                                    | Gutierre Sandoval                                       |  |  |       |  |  |                   |  |  |                   |  |
|                            |                               | Marina de Sandoval                                    | Gutierre Sandoval                                       |  |  |       |  |  |                   |  |  |                   |  |
|                            |                               | Marina de Sandoval                                    | Blanca Coello                                           |  |  |       |  |  |                   |  |  |                   |  |
|                            |                               | Marina de Sandoval                                    |                                                         |  |  |       |  |  |                   |  |  |                   |  |